# Felaróf
Felaróf was het paard van Eorl, de eerste Koning van Rohan. Felaróf werd eerst gevangen door Léod, Eorls vader. Maar Felaróf wierp hem van zich af, wat leidde tot Léods dood. In plaats van Felaróf te doden, temde Eorl hem en bereed hem de rest beider levens.
Felaróf is de voorvader van het paardenras de Mearas. Vermoed wordt dat hij afstamt van Nahar, het paard van de Vala Oromë.